# Dún Dúchathair
Koordinaten: 53° 6′ 16″ N, 9° 41′ 15″ W
Dún Dúchathair [duːn ˈduːxahɪɾʲ] (älter auch Dún Dubhchathair, anglisiert Doocaher, deutsch „Das schwarze Fort“) ist ein großes steinernes Promontory Fort auf der Araninsel Árainn (Inishmore), die zum County Galway in Irland gehört. Es liegt im äußersten Osten der Insel, etwa zwei Kilometer vom Hauptort Cill Rónáin entfernt.

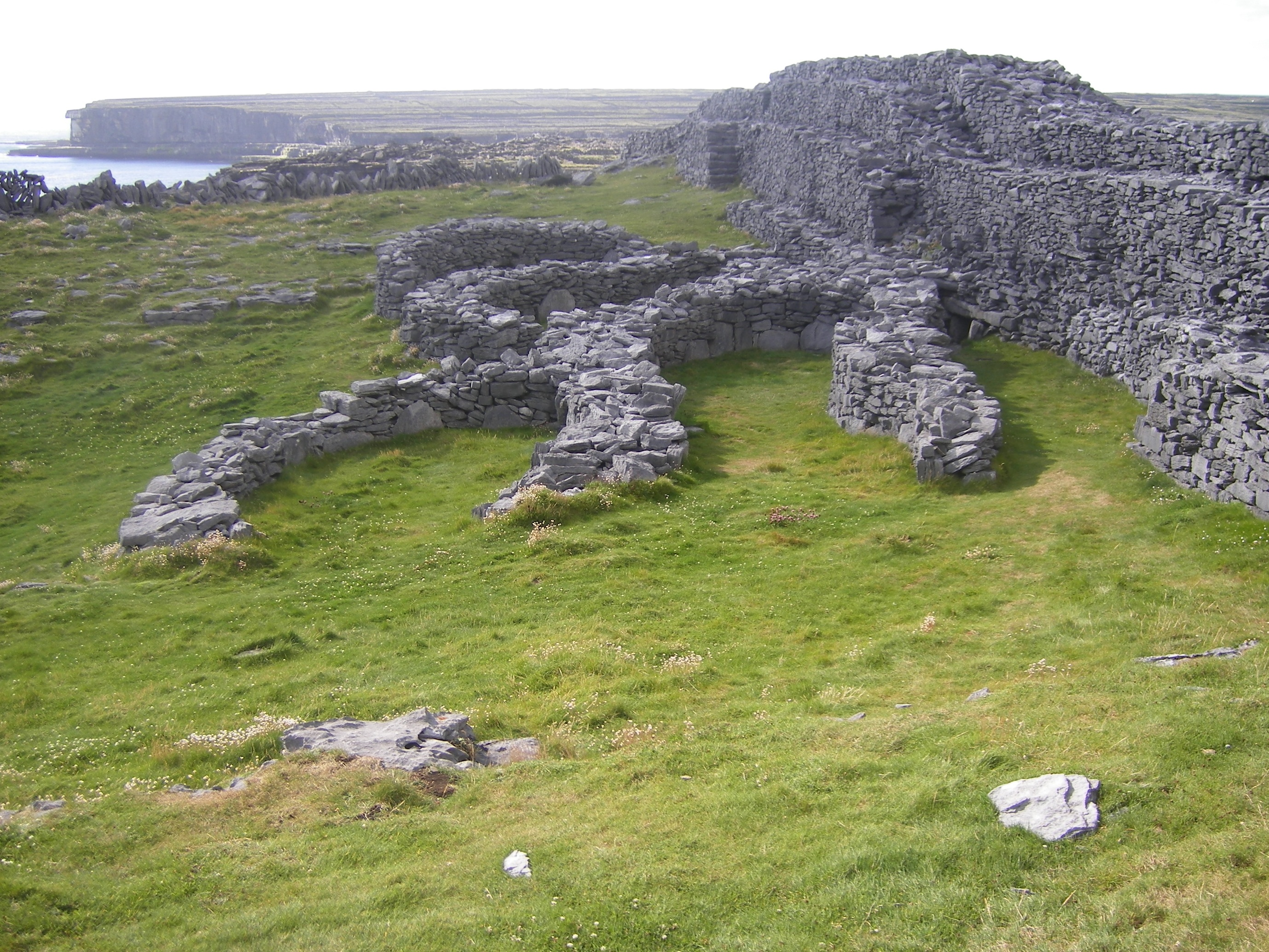
Im Dún Dúchathair

Die Separierung des Dúchathair vom Umland, das auf der teilweise vom Meer unterspülten Landzunge Dúnach Ard (Doonaghard) liegt, erfolgte durch eine etwa 70,0 m lange Trockenmauer, die den Kalksteinfelsen abriegelt. Bautechnisch ist die gerade, am Ende abknickende Mauer zu vergleichen mit jenen der großen Ringforts wie Cahergall, Cashel von Kilmovee, Dun Ballynavenooragh, Grianán von Aileach oder Staigue Fort. Die im Inneren terrassenförmig auf drei Stufen angelegte Mauer ist bis zu einer Höhe von fünf bis sechs Metern erhalten. Innen sind, an die Mauer anschließend, einige Überreste von zusammengebauten, ovalen oder langgestreckten Clocháns zu sehen. Außerhalb des Forts sind die Spuren eines Cheval de frise (einer so genannten Reitersperre) zu erkennen, wie sie auch Dún Aonghasa zeigt. Historisch hat Dúchathair weniger Aufmerksamkeit erhalten als das weniger abgelegene Dún Aonghasa. Gleichwohl ist Dúchathair kaum weniger bemerkenswert. Möglicherweise ist es beträchtlich älter. Es ist eines von sieben Steinforts auf den Aran-Inseln.